# Florin Cîțu
Florin Cîțu (* 1. dubna 1972 Bukurešť) je rumunský politik, od listopadu 2021 předseda Senátu. V letech 2020–2021 zastával úřad předsedy vlády Rumunska. V září 2021 byl zvolen předsedou Národně liberální strany, když ve funkci nahradil Ludovica Orbana.
V roce 2001 vystudoval ekonomii na Státní univerzitě v Iowě. V letech 2001–2003 pracoval pro Reservní banku Nového Zélandu, 2003–2005 pro Evropskou investiční banku a pak do roku 2011 pro ING Group. V roce 2016 se stal senátorem. Od listopadu 2019 do prosince 2020 byl ministrem veřejných financí. V rumunských parlamentních volbách 6. prosince 2020 zvítězila opoziční Sociální demokracie. Dosavadní premiér Ludovic Orban podal demisi, ale koaliční potenciál Sociální demokracie jí neumožnil sestavit novou vládu. Společně s dalšími dvěma středopravicovými a proevropskými stranami tak novou vládu sestavil Florin Cîțu a rumunský parlament ji schválil 23. prosince 2020. Vládní koalice měla v parlamentu okolo 55 procent poslanců.